# شارل لنی
شارل لنی (فرانسوی: Charles Lannie‎; ۲۱ اوت ۱۸۸۱ – ۳ ژوئن ۱۹۵۸) ژیمناست هنری اهل بلژیک بود.